# Český lev 2015
Český lev 2015 je 23. ročník cen České filmové a televizní akademie Český lev. Akademie mohla vybírat celkem ze 42 celovečerních hraných, animovaných a dokumentárních filmů uvedených do distribuce v roce 2015. Celkově bylo určeno 15 statutárních kategorií, z toho poprvé v historii cen také tři za televizní tvorbu.
Udílecí ceremoniál se odehrál 5. března 2016. Slavnostní večer v sále pražského Rudolfina moderovala Lucie Výborná.

## Ceny a nominace
Nominace byly odtajněny 20. ledna 2016. Nejvíc nominací – celkem 15 – získala komedie Ztraceni v Mnichově režiséra Petra Zelenky. 12 nominací obdrželo drama Kobry a užovky a po devíti Domácí péče a Sedmero krkavců. Vyhlášení nominací předcházelo udělení ceny za nejlepší plakát a ceny fanoušků. Nominanty na ceny za televizní tvorbu nevybírá akademie, nýbrž samy televize, což se stalo terčem kritiky.

### Nejlepší film
- Kobry a užovky – producenti Ondřej Zima, Jan Prušinovský
- Domácí péče – producent Slávek Horák
- Fotograf – producenti Viktor Schwarcz, Irena Pavlásková
- Schmitke – producenti Tomáš Vach, Radim Procházka
- Ztraceni v Mnichově – producent David Ondříček

### Nejlepší dokumentární film
- Opři žebřík o nebe – režie Jana Ševčíková, producentka Jana Ševčíková
- Evangelium podle Brabence – režie Miroslav Janek, producenti Vít Klusák, Filip Remunda
- Filmový dobrodruh Karel Zeman – režie Tomáš Hodan, producent Ondřej Beránek
- Mallory – režie Helena Třeštíková, producenti Kateřina Černá, Pavel Strnad
- Vlna vs. břeh – režie Martin Štrba, producentky Zuzana Mistríková, Katarína Štrbová Bieliková, Ľubica Orechovská

### Nejlepší režie
- Kobry a užovky – Jan Prušinovský
- Domácí péče – Slávek Horák
- Sedmero krkavců – Alice Nellis
- Schmitke – Štěpán Altrichter
- Ztraceni v Mnichově – Petr Zelenka

### Nejlepší ženský herecký výkon v hlavní roli
- Domácí péče – Alena Mihulová
- Fotograf – Máša Málková
- Laputa – Tereza Voříšková
- Sedmero krkavců – Martha Issová
- Ztraceni v Mnichově – Jana Plodková

### Nejlepší mužský herecký výkon v hlavní roli
- Kobry a užovky – Matěj Hádek
- Domácí péče – Boleslav Polívka
- Fotograf – Karel Roden
- Gangster Ka – Hynek Čermák
- Ztraceni v Mnichově – Martin Myšička

### Nejlepší ženský herecký výkon ve vedlejší roli
- Kobry a užovky – Lucie Žáčková
- Domácí péče – Zuzana Kronerová
- Domácí péče – Tatiana Vilhelmová
- Sedmero krkavců – Zuzana Bydžovská
- Ztraceni v Mnichově – Jitka Schneiderová

### Nejlepší mužský herecký výkon ve vedlejší roli
- Kobry a užovky – Kryštof Hádek
- Gangster Ka – Predrag Bjelac
- Padesátka – Jiří Schmitzer
- Ztraceni v Mnichově – Tomáš Bambušek
- Ztraceni v Mnichově – Marek Taclík

### Nejlepší scénář
- Ztraceni v Mnichově – Petr Zelenka
- Domácí péče – Slávek Horák
- Kobry a užovky – Jaroslav Žváček
- Sedmero krkavců – Alice Nellis
- Schmitke – Tomáš Končinský, Jan Fusek, Štěpán Altrichter

### Nejlepší kamera
- Kobry a užovky – Petr Koblovský
- Domácí péče – Jan Šťastný
- Fotograf – David Ployhar
- Schmitke – Cristian Pirjol
- Ztraceni v Mnichově – Alexander Šurkala

### Nejlepší střih
- Ztraceni v Mnichově – Vladimír Barák
- Domácí péče – Vladimír Barák
- Fotograf – Alois Fišárek
- Kobry a užovky – Lukáš Opatrný
- Schmitke – Philipp Wenning, Andrea Schumacher

### Nejlepší zvuk
- Schmitke – Cristoph Chevallerie
- Kobry a užovky – Matěj Matuška, Michal Čech
- Sedmero krkavců – Jiří Klenka
- Vlna vs. břeh – Radim Hladík ml.
- Ztraceni v Mnichově – Michal Holubec

### Nejlepší hudba
- Schmitke – Johannes Repka
- Fotograf – Jiří Chlumecký
- Sedmero krkavců – Vašo Patejdl
- Wilsonov – Michal Novinski
- Ztraceni v Mnichově – Matouš Hejl

### Nejlepší filmová scénografie
- Sedmero krkavců – Ondřej Mašek, Peter Čanecký
- Kobry a užovky – Jan Novotný
- Schmitke – Barbora Kačena
- Wilsonov – Martin Kurel
- Ztraceni v Mnichově – Ondřej Nekvasil

### Nejlepší kostýmy
- Sedmero krkavců – Kateřina Štefková
- Fotograf – Jaroslava Pecharová
- Kobry a užovky – Ivan Stekla
- Wilsonov – Katarína Štrbová Bieliková
- Ztraceni v Mnichově – Vladimíra Fomínová

### Nejlepší masky
- Sedmero krkavců – Juraj Steiner
- Kobry a užovky – Lukáš Král
- Padesátka – Jana Dopitová
- Wilsonov – Jana Radilová
- Ztraceni v Mnichově – Jana Bílková

### Mimořádný počin v oblasti audiovize
- Kancelář Blaník, III. série internetového seriálu
- Autobazar Monte Carlo
- Interaktivní internetová stránka Urbex.cz
- Projekt Čistíme svět fantazie
- Přínos České televize k posílení domácí tvorby v roce 2015
- Zlatá 60. II

### Nejlepší televizní film nebo minisérie
- Americké dopisy (Česká televize), režie: Jaroslav Brabec
- Jan Hus (Česká televize), režie: Jiří Svoboda
- Korunní princ (Česká televize), režie: Karel Janák
- Případ pro exorcistu (Česká televize), režie: Jan Hřebejk
- Správnej dres (Česká televize), režie: Stanislav Sládeček

### Nejlepší dramatický televizní seriál
- Mamon (HBO Europe), režie: Vladimír Michálek
- Atentát (TV Nova), režie: Petr Nikolaev, Jiří Chlumský
- Doktor Martin (Česká televize), režie: Petr Zahrádka
- Labyrint (Česká televize), režie: Jiří Strach
- Policie Modrava (TV Nova), režie: Jaroslav Soukup
- Přístav (TV Prima), režie: Jana Rezková, Jaromír Polišenský, Ján Novák
- Stopy života II. (TV Barrandov), režie: Tomáš Magnusek
- Vinaři II. (TV Prima), režie: Petr Nikolaev, Martin Kopp
- Vraždy v kruhu (Česká televize), režie: Ivan Pokorný

### Nejlepší dokumentární televizní film nebo seriál
- Filmová lázeň (Česká televize), režie: Miroslav Janek
- Daleko za sluncem (HBO Europe), režie: Olga Špátová
- Holky pod zámkem (TV Nova), režie: Jiří Fedurco
- LSD made in ČSSR (Česká televize), režie: Pavel Křemen
- Moto cestou necestou (TV Prima), režie: Hynek Bernard
- Tajemný Černobyl (TV Barrandov), režie: Martin Hlaváček
- Výměna manželek (TV Nova), režie: Jana Rezková ml., Ivana Křenová
- Zvláštní znamení touha (Česká televize), režie: Václav Křístek

### Mimořádný přínos české kinematografii
- Stanislav Milota

### Cena Magnesia za nejlepší studentský film
nestatutární cena
- Furiant – Ondřej Hudeček
- Lesapán – Pavel Soukup
- Amanitas – Jakub Šmíd
- Táta – Václav Huleš
- Happy End – Jan Saska

### Nejlepší filmový plakát
nestatutární cena
- Kobry a užovky – Michal Tilsch
- Fotograf – Jan Poukar, Jan Saudek
- Schmitke – Mariana Dvořáková
- Vlna vs. břeh – Gabriel Štrba
- Ztraceni v Mnichově – Aleš Najbrt

### Cena filmových fanoušků
nestatutární cena
- Kobry a užovky – režie Jan Prušinovský